# Tagoean
De tagoean (Petaurista petaurista)  is een zoogdier uit de familie van de eekhoorns (Sciuridae). De wetenschappelijke naam van de soort werd voor het eerst geldig gepubliceerd door Pallas in 1766.

## Voorkomen
De soort komt voor in het oosten van Afghanistan, Noord-India, Pakistan, Java, Taiwan en Sri Lanka.

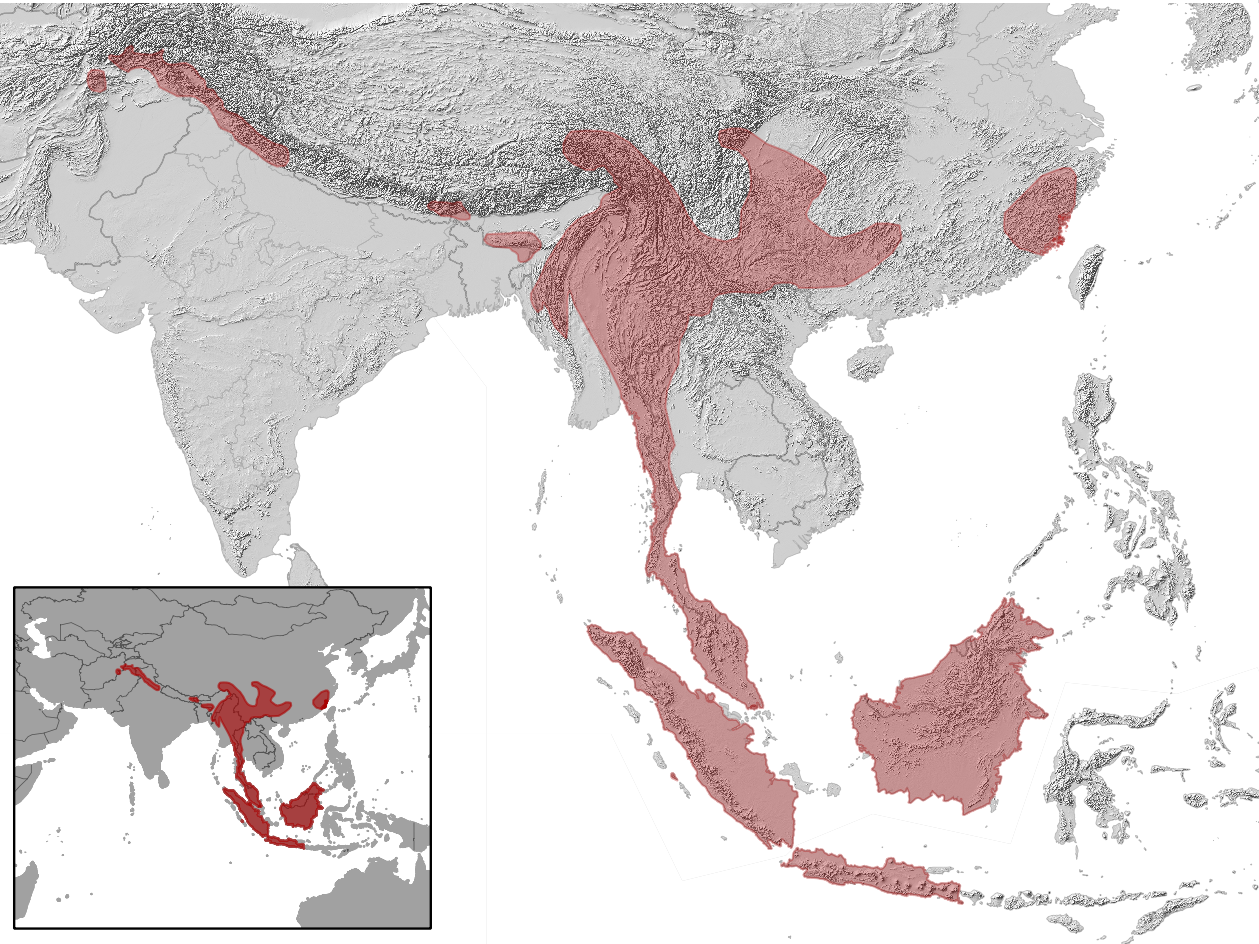
Leefgebied